# Medalha Gray
A Medalha Gray (em inglês:  Gray Medal) foi estabelecida em 1967 pela Comissão Internacional de Unidades e Medições Radiológicas (em inglês:  International Commission on Radiation Units and Measurements - ICRU). É concedida por contribuições significativas nos campos científicos relativos aos interesses da ICRU e homenageia Louis Harold Gray.

## Laureados[1]
- 1969 Lewis V. Spencer
- 1975 John W. Boag
- 1977 Mortimer Elkind
- 1981 Maurice Tubiana
- 1985 Harald H. Rossi
- 1989 Dietrich Schulte-Frohlinde
- 1995 Hubert Rodney Withers
- 1999 Paul Christian Lauterbur
- 2001 Herman Suit
- 2003 R.J. Michael Fry
- 2003 Martin J. Berger
- 2005 Charles E. Metz
- 2007 Eric J. Hall
- 2009 Albert J. van der Kogel
- 2011 Dudley Goodhead
- 2013 Willi Kalender
- 2015 Fiona Stewart